# Miturga impedita
Miturga impedita là một loài nhện trong họ Miturgidae.
Loài này thuộc chi Miturga. Miturga impedita được Eugène Simon miêu tả năm 1909.